# Henri Delbreil
Pour les articles homonymes, voir Delbreil.
Henri Delbreil ou d'Elbreil, né le 18 septembre 1841 à Montauban (Tarn-et-Garonne) et mort le 1er mars 1920 à Montauban, est un homme politique français.

## Biographie
Fils d'Isidore Delbreil, ancien sénateur de Tarn-et-Garonne, il est avocat à Montauban. Il est sénateur de Tarn-et-Garonne, siégeant à droite avec les monarchistes de 1882 à 1891. Il est marié avec Léontine d'Aux de Lescout et a été zouave pontifical.

## Sources
- « Henri Delbreil », dans Adolphe Robert et Gaston Cougny, Dictionnaire des parlementaires français, Edgar Bourloton, 1889-1891 [détail de l’édition]
- « Henri Delbreil », dans le Dictionnaire des parlementaires français (1889-1940), sous la direction de Jean Jolly, PUF, 1960 [détail de l’édition]